# Belém Challenger
Il Belém Challenger, chiamato anche Campeonato Internacional de Tênis do Estado do Pará è stato un torneo professionistico di tennis facente parte dell'ATP Challenger Series. Sono state disputate tre edizioni in maniera discontinua a Belém in Brasile.

## Albo d'oro

### Singolare
| Anno       | Campione        | Finalista        | Punteggio        |
| ---------- | --------------- | ---------------- | ---------------- |
| 2012       | Ricardo Hocevar | Thiemo de Bakker | 7–6(1), 7–6(4)   |
| 2011- 2007 | Non disputato   | Non disputato    | Non disputato    |
| 2006       | Guillermo Cañas | Carlos Berlocq   | 4–6, 6–2, 7–6(8) |
| 2005- 1995 | Non disputato   | Non disputato    | Non disputato    |
| 1994       | Oliver Gross    | Mario Rincón     | 6–4, 6–4         |

### Doppio
| Anno       | Campioni                       | Finalisti                           | Punteggio            |
| ---------- | ------------------------------ | ----------------------------------- | -------------------- |
| 2012       | John Peers John-Patrick Smith  | Nicholas Monroe Simon Stadler       | 6–3, 6–2             |
| 2011- 2007 | Non disputato                  | Non disputato                       | Non disputato        |
| 2006       | Brian Dabul Cristian Villagrán | Alessandro Da Col Francesco Piccari | 6–1, 7–6(5)          |
| 2005- 1995 | Non disputato                  | Non disputato                       | Non disputato        |
| 1994       | Torneo non terminato           | Torneo non terminato                | Torneo non terminato |